# Otto Wichterle
Otto Wichterle (27. října 1913 Prostějov – 18. srpna 1998 Stražisko) byl světově proslulý český vědec a vynálezce, pracující zejména v oblasti makromolekulární organické chemie, mezi jejíž zakladatele patřil. Proslulý je především svými objevy a vynálezy, které vedly k zásadnímu zdokonalení a celosvětovému rozšíření měkkých kontaktních čoček. Tyto výsledky vycházely z jeho původní vědecké práce v oblasti hydrogelů. Wichterle se proslavil též objevem umělého polyamidového vlákna – silonu.

## Život

### Dětství

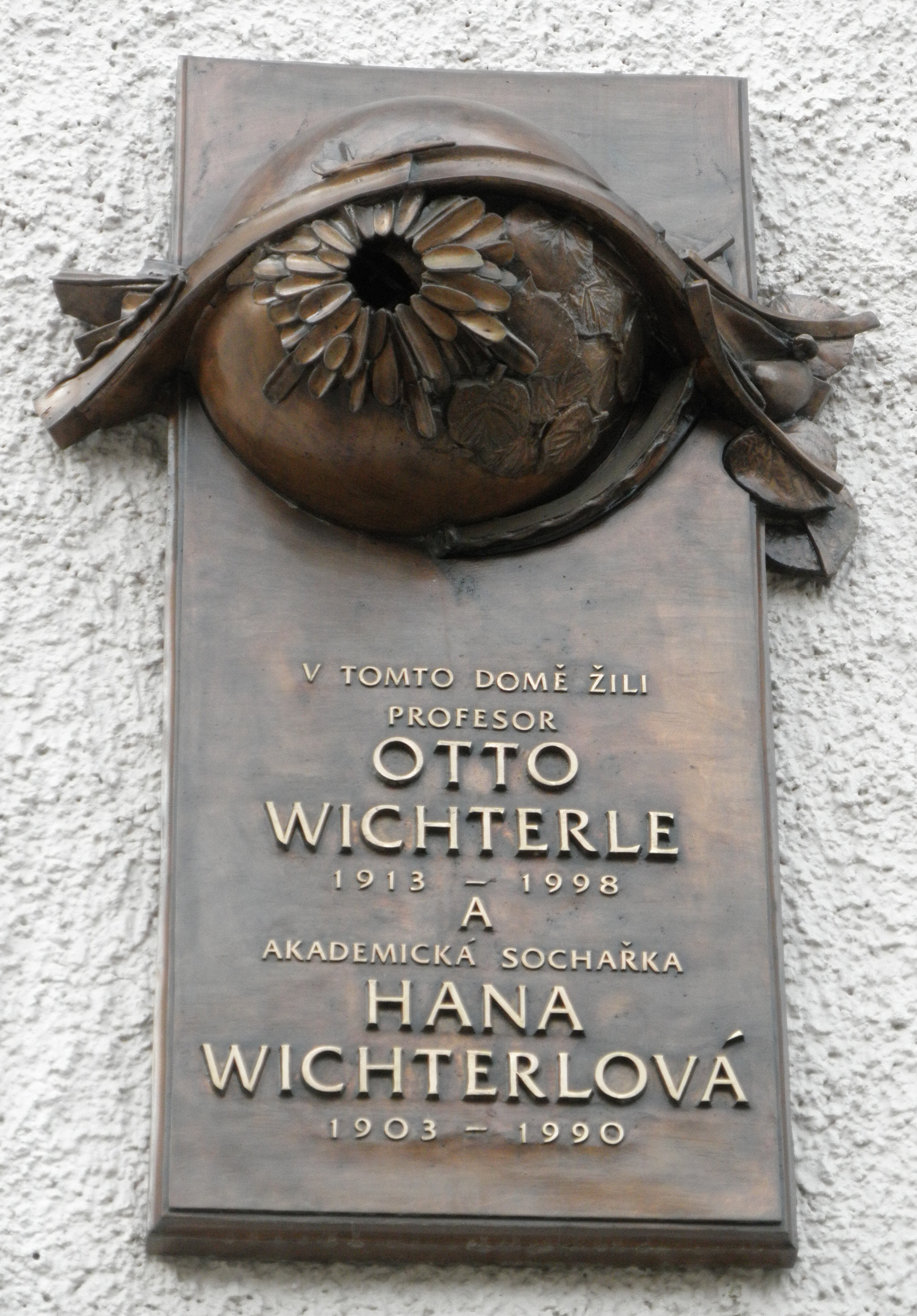
Pamětní deska v Prostějově věnovaná Otto Wichterlovi a jeho sestře Haně Wichterlové. Autorem pamětní desky je Daniel Ignác Trubač z Polešovic.

Otto Wichterle se narodil 27. října 1913. Pocházel ze zámožné rodiny prostějovských podnikatelů a jeho otec Karel Wichterle byl spolumajitelem firmy Wichterle a Kovářík (Wikov). Matka Pravoslava (Justina, *1878) byla dcerou Jana Podivínského, zemského poslance a majitele velkostatku Kostelec na Hané, její dědeček Tomáš byl také poslancem a zakladatelem cukrovaru ve Vrbátkách a sladovny v Prostějově. Otto byl spolu s bratrem Janem nejmladší ze všech dětí Karla Wichterleho a jeho ženy Pravoslavy Podivínské. Jeho o deset let starší sestrou byla sochařka Hana Wichterlová. Otto neměl ani mnoho kamarádů. V šesti letech v důsledku šoku, když téměř utonul v jezírku močůvky, trpěl horečkami, které neustupovaly celé léto. Rodinný lékař nařídil klid na lůžku a předpovídal mu jeden rok života. Po roce, kdy byl Otto stále naživu a dokonce horečky částečně polevily, začala za ním domů docházet učitelka Vlková a probírala s ním a jeho bratrem Janem látku obecné školy. Po dalších dvou letech (kdy stále neumíral) nastoupil v roce 1921 Otto do obecné školy na Kollárce – po přezkoušení ředitelem rovnou do páté třídy. Následně i přes svůj nízký věk (devět let) nastoupil na Státní gymnázium v Prostějově. Jeho situace ve třídě byla opravdu nezáviděníhodná – byl daleko mladší (ostatním ve třídě bylo zpravidla jedenáct) a nejmenší, a nesměl se kamarádit s kluky z ulice. Během dvou let se to vyrovnalo a v tercii začal Otto hrát tenis. Stal se členem juniorského tenisového mužstva, které se v Prostějově zformovalo. Tenisem trávil téměř veškerý svůj volný čas, což se začalo brzy projevovat na prospěchu. Do oktávy se ale vzpamatoval natolik, že odmaturoval s vyznamenáním. Ze školních předmětů ho nejvíce bavila latina a fyzika, naopak nejméně se věnoval matematice a řečtině.

### Na vysoké škole
Po maturitě byl Otto rozhodnut pokračovat na vysoké škole, ale neměl žádný vyhraněný zájem. Jediné, čím si byl jistý, bylo, že by chtěl na vysoké škole uplatnit svůj zájem o matematiku. Vybral si proto strojírenství, podal přihlášku do Prahy a začal brát soukromé hodiny deskriptivní geometrie, ze které se žádala zkouška. Vše nasvědčovalo tomu, že Otto nastoupí dráhu strojního inženýra. To by se ale nesměl se svými záměry svěřit svému příteli Součkovi. Ten mu studium na strojírenství vylíčil ve velmi chmurných barvách a doporučil mu studium chemie. Dle jeho názoru bylo toto studium zajímavější a prostředí chemické fakulty bylo více nakloněno samostatné vědecké práci studentů, což Wichterleho jednoznačně lákalo. Proto si Otto podal přihlášku i na fakultu Chemicko-technologického inženýrství ČVUT v Praze (dnešní Vysoká škola chemicko-technologická v Praze). Na fakultu byl přijat, a tak na podzim roku 1931 započal své studium chemie.

#### Politika na vysoké škole
Vysoká škola přivedla Ottu také k zájmu o politiku a problematiku vysokoškolského vzdělávání. Jako člen Spolku posluchačů inženýrství chemie (SPICH) byl udiven, že se na valném shromáždění SPICH nejednalo o řadě aktuálních studijních otázek. Z jeho iniciativy byla zřízena školská a kulturní komise, kterou vedl. Ve třetím ročníku uspořádal debatní schůzi na téma „Nedostatky v organizaci studia“, které se zúčastnila většina profesorů a docentů školy. Vyložil všechny rozpory v osnově (laboratorní cvičení začínala dříve než příslušná teorie) a navrhl zde dvě alternativy rozložení předmětů během celého studia. Nikdo z profesorů však nereagoval podle jeho představ. Byli přednesenými návrhy dokonce pobouřeni, protože znamenaly ústup od tradice.
Nástup Hitlera k moci a počínající ohrožení republiky se projevily také ve SPICHu. Stejně jako v jiných studentských spolcích i zde vznikly dva neslučitelné tábory. Neexistoval žádný politický střed, pouze levice a pravice. Neznamenalo to však, že všichni byli buď fašisty, nebo komunisty. Těch, kteří byli organizováni v politických stranách, bylo jen po málu. Otto se dostal jasně na stranu levice, ne však díky svému politickému smýšlení, ale proto, že levice měla zájem o zlepšení výuky na škole. Záhy se Wichterle dostal do vedení levice a v roce 1935 byl levicovým kandidátem na předsedu SPICH. Levice se usnesla, že pokud volby vyhrají, nabídnou pravici poměrné zastoupení ve výboru spolku. Hlasování vyhrál Wichterle rozdílem jediného hlasu. Ve svém programovém prohlášení pak nabídl pravici dohodnuté poměrné, tj. téměř poloviční zastoupení ve výboru. Představitelé pravice to však odmítli, a tak se SPICH stal prvním levicovým spolkem na ČVUT (jinak všechny spolky zůstaly tradičně pravicové).

### Po promoci
Svou diplomovou práci tvořil Wichterle pod vedením profesora Emila Votočka, významného chemika a učitele té doby a spolutvůrce českého chemického názvosloví. Prof. Votoček také Wichterleho silně ovlivnil svým nesmlouvavým hájením svobody vědeckého bádání. Po složení státní (inženýrské) zkoušky v roce 1935 pokračoval ve studiu a publikoval pět prací orientovaných především na deriváty sacharidů, pro dosažení doktorátu by dle tehdejších norem stačila pouze jedna z těchto prací. V červnu 1936 pak promoval na doktora technických věd. Votoček mu nabídl místo docenta a vedení laboratoří druhého ročníku, a tak Wichterle na škole setrval až do jejího uzavření 17. listopadu 1939. Po dvou letech pod vedením Votočka, kdy naděje na místo řádného asistenta na jeho fakultě byla mizivá, mu Votoček doporučil lékařskou fakultu, kde se rýsovala možnost vzniku nového oboru – biochemie. Wichterle se proto pustil do studia medicíny. Bez větší námahy absolvoval biologická cvičení a následné zkoušky, z chemie dostal bez jakékoli přípravy dostatečnou (pouze proto, že měl k analytické chemii zcela odlišný přístup než zkoušející). Zkoušku z anatomie však již absolvovat nestihl, měl za sebou obě povinné pitvy a byl ke zkoušce připraven, ale termín zkoušky měl na podzim 1939, takže uzavření vysokých škol mu zkoušku překazilo. Wichterle tedy stále zůstával asistentem Votočka, dokonce by se dalo říci i oblíbencem. Otto získal u Votočka první učitelské zkušenosti, když působil jako „přednáškový asistent“. Tato funkce obnášela přípravu demonstračních pokusů a vzorců na tabuli, ale také zastupování profesora při nečekané absenci. To se také stalo 11. listopadu 1939, v den smrti Jana Opletala, kdy vyzval studenty, aby místo přednášky šli do ulic.

### Během německé okupace (Působení ve Zlíně)
Po 17. listopadu byly vysoké školy neprodyšně uzavřeny (všechny chemické aparatury zůstaly uvnitř) a po popravách a deportacích studentů následovalo i zatýkání vysokoškolských učitelů, především těch, kteří si hned nenašli zaměstnání. V polovině prosince baťovské laboratoře nabídly Ottovi místo ve Výzkumných chemických dílnách firmy Baťa (již podruhé, neboť Wichterle zprvu odmítal, protože chtěl zůstat na škole). Wichterleho manželka Linda však měla averzi vůči zlínské materialistické společnosti, a tak Otto váhal. Když pak ale v Praze začala další vlna zatýkání, okamžitě odjel do Zlína sepsat smlouvu. Do zaměstnání nastoupil 2. ledna 1940, jeho vedoucím byl docent Stanislav Landa. Wichterle na něj vzpomíná jako na vynikajícího chemika i skvělého vedoucího. Landa souhlasil s tím, že tematiku výzkumu si bude Otto určovat výhradně sám a bude moci výsledky publikovat.
Přesto se chtěl Wichterle zabývat i tématy významnými i pro firmu. Zaměřil se proto na prověření Carothersových patentů o Nylonu 66. Tento nylon však měl jeden základní problém, nedala se z něj spřádat vlákna. Wichterlovi velmi pomohlo, že mohl vycházet z prací s monosacharidy u Votočka, které měly s polyamidovými vlákny společné rysy. Hned při jednom z prvních pokusů se podařilo připravit makromolekulární polyamid, jehož tavenina se dala táhnout na dlouhá pevná vlákna. Díky tomuto úspěchu byli Wichterlovi přiděleni další pracovníci a vzniklo oddělení nových hmot. V tomto novém oddělení se připravila metoda průmyslové výroby této nové látky – bylo třeba zajistit co nejlevnější způsob výroby potřebných surovin, především kaprolaktamu (základní látky potřebné k výrobě Nylonu 6). V červnu dalšího roku se už spřádala příze a v tzv. jednotkovém provozu vznikly dokonce první ponožky a dámské punčochy. Punčochářští odborníci byli přesvědčeni, že paty a špičky se musí zesílit bavlnou a syntetickou přízi pokládali za méně hodnotnou náhražku hedvábí. Po půlroce nošení se však bavlna ze „zesílených“ pat a špiček vydrolila a samotný polyamid zůstal nedotčen. Přes tyto úspěchy čeští představitelé firmy naléhali, aby se tento výzkum udržel před Němci v tajnosti, ale aby se intenzivně pokračovalo ve sbírání technologických podkladů k jejich aplikaci hned po válce. Nemohl proto vzniknout větší poloprovoz a další výzkum probíhal v poměrně stísněných podmínkách. Nylon se začal průmyslově vyrábět až po válce pod názvem Silon, nejprve jen malé objemy, ale zanedlouho byla v provozu linka vyrábějící desítky tisíc tun nylonu ročně.

#### Zatýkání ve Zlíně
V prosinci 1942 začalo zatýkání i ve Zlíně, zdejší Gestapo se pokoušelo o likvidaci odboje. Wichterle se v té době účastnil pravidelných schůzek u ing. Kouteckého, kde se poslouchala vážná hudba a také se sledovaly pohyby front a zprávy ze zahraničí, nikdy se zde však nemluvilo o organizované odbojové činnosti. Nutno dodat, že Wichterle neměl pocit, že by byl příslušníkem komunistické organizace ani když četl vypůjčeného Engelsova Anti-Duehringa. Koutecký byl jako velitel této „odbojové buňky“ zatčen jako první. Byl podroben strašnému Sonderbehandlungu (tzv. zvláštnímu zacházení), ale ani tehdy nevyzradil žádná jména, a aby se vyhnul dalšímu týrání, oběsil se ve své cele. Gestapo však k jeho mrtvole přivedlo nic netušící manželku a jejího zhroucení využili k zjištění všech jmen. 21. prosince byl Wichterle zatčen, ale díky štěstí a korespondenci s německým chemikem Langenbeckem nebyl poslán do koncentračního tábora, ale byl pouze uvězněn, a to na čtyři měsíce. V té době už za sebou nacisté měli prohry na východní frontě, nad Zlínem se objevovaly americké letouny a bylo jasné, že se blíží konec války. 

### Poválečné období
S koncem války skončilo Wichterlovo působení ve Zlíně, především proto, že se do vedení firmy dostali jeho odpůrci.

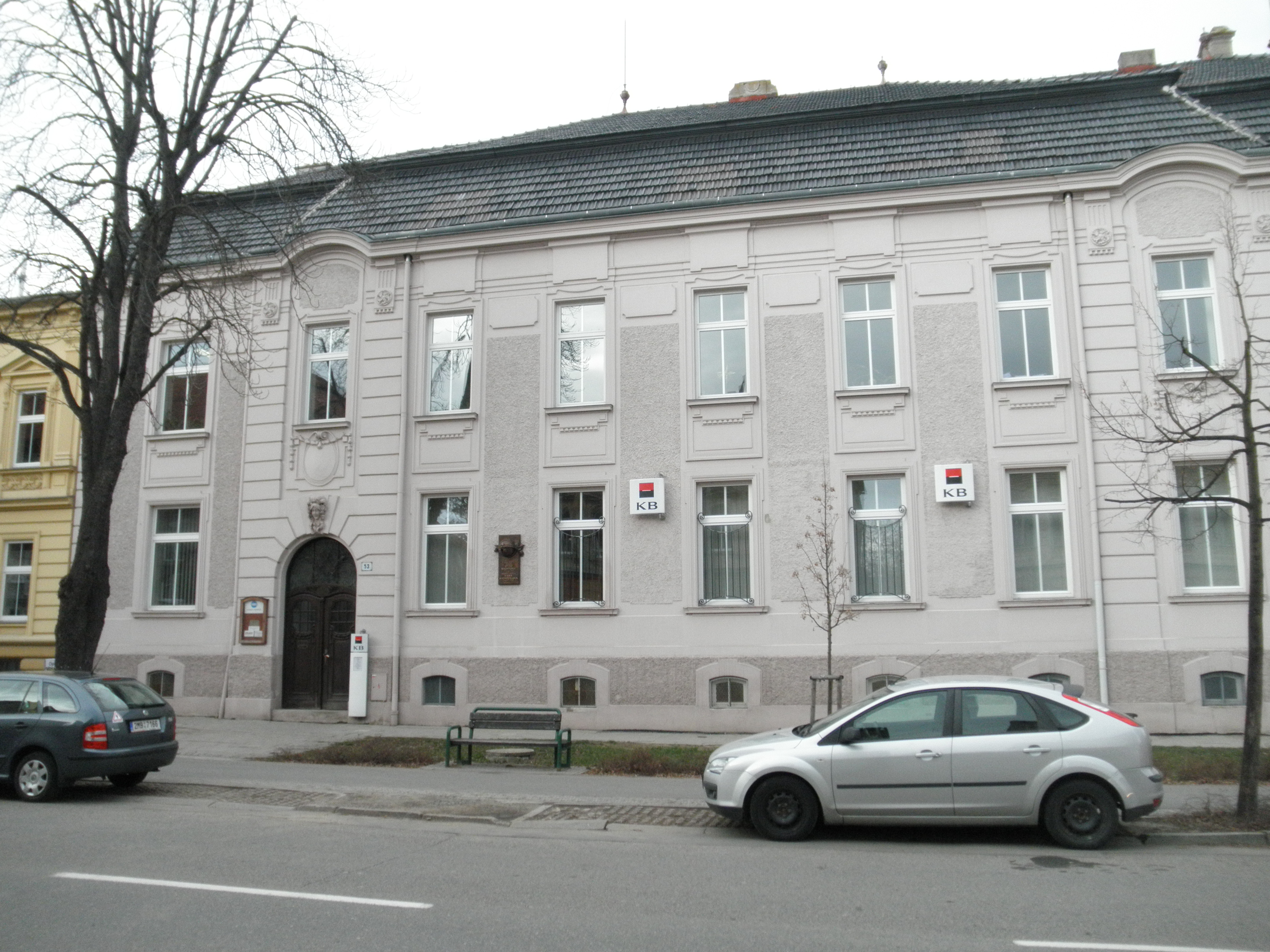
Dům, kde žili Otto Wichterle a Anna Wichterlová ve Svatoplukově ulici v Prostějově

Krátce po válce (už v červnu 1945) se Wichterle vrátil do Prahy, aby zjistil, jaký je stav na vysokých školách. Vybavení laboratoří sice nebylo zničeno, ale původní budova byla v hrozném stavu. Wichterle byl odhodlaný obnovit výuku na vysoké škole. Spolu s docentem Lukešem museli nejprve najít vhodnou budovu. V improvizovaných podmínkách v části Ústavu organické chemie v Horské ulici zřídili laboratoře posluchačů a už během prázdnin se tu začaly střídat turnusy studentů. Nebyly však k dispozici žádné návody ke cvičení, proto Wichterle trávil většinu svých večerů sepisováním návodů pro základní preparativní práce. Začala tak vznikat první skripta pro organickou i anorganickou chemii, která svým pojetím předbíhala dobu. Později sám napsal dokonce německou a ruskou verzi těchto učebnic. Učebnice průběžně vylepšoval až do roku 1958, kdy byl propuštěn z vysokých škol.
Spolu s Lukešem se pokusil zcela od základů změnit výuku na vysokých školách. Na svých poválečných přednáškách zavedl průběžné testy a zkoušky se staly jen formalitou, která doplňovala celkové hodnocení. Souběžně s dosazováním členů komunistické strany do vedení školy přibývalo Wichterlovi konfliktů a nepřátel. Když byl novým rektorem jmenován Vladimír Maděra, začala politická čistka vedoucí i k propuštění Otty Wichterla dne 31. srpna 1958. I přes odvolání nepozbyla výpověď platnosti. Wichterle poté získal vědecký azyl na Československé akademii věd, kde vládlo přece jen politicky liberálnější prostředí než na vysokých školách. Dne 4. prosince téhož roku byl Wichterle jmenován vedoucím laboratoře makromolekulárních látek Československé akademie věd (ČSAV), z níž se vyvinul Ústav makromolekulární chemie (ÚMCH) v Praze 6 na Petřinách. Wichterle se pak stal jeho ředitelem (až do tzv. normalizace) a strůjcem většiny jeho úspěchů.
Profesor Wichterle vždy hájil nezbytnost širokého základního výzkumu a svobody vědeckého bádání. Vždy zdůrazňoval, že nové praktické výsledky se rodí zejména z rozvoje a mistrovského ovládnutí určité metodiky a teorie, zatímco od počátku násilně cílený či aplikovaný výzkum tyto výsledky nemívá. Tyto principy, které poznal již při svých začátcích v ústavu fy Baťa ve Zlíně, pak po roce 1948 odvážně hájil i při působení jako vysokoškolský profesor a po roce 1958 jako vědecký pracovník tehdejší ČSAV. Po listopadu 1989 prof. Wichterle jako nově zvolený prezident ČSAV varoval před nebezpečím tržního zneužívání vědy.

### Wichterle a totalitní režim
Události roku 1968 výrazně ovlivnily vývoj Československa a také Wichterlův život. Již v lednu se uvolnila politická situace a pracovníci Akademie se postupně začali scházet a vznikl i Svaz vědeckých pracovníků; Wichterle byl zvolen předsedou přípravného výboru. Wichterle se postupně zapojil do politického dění a stal jedním z iniciátorů manifestu Dva tisíce slov. Zatímco Akční program KSČ byl výzvou k reformě komunistické strany, manifest 2 000 slov obsahoval podněty, které šly za rámec Akčního programu. Šlo o aktivizaci československé veřejnosti proti stále zjevnému tlaku sovětského vedení proti reformním změnám v zemi. Méně známý než jako signatář 2 000 slov je Otto Wichterle jako poslanec České národní rady. Byl zvolen 10. července 1968 téměř jednohlasně.
Po provedení federalizace Československa usedl v lednu 1969 do Sněmovny národů Federálního shromáždění jako bezpartijní poslanec. Do federálního parlamentu ho nominovala Česká národní rada. Ve FS i ČNR setrval do konce roku 1969, kdy rezignoval. Z politiky odešel koncem roku 1969, protože nesouhlasil s prodlužováním mandátu (poslanci si odhlasovali prodloužení vlastních mandátů). Jako jediný také odmítal poslanecký plat, protože se cítil být pouze vědcem. K 21. prosinci 1969 byl Wichterle jako signatář manifestu 2 000 slov zbaven funkce ředitele ÚMCH a dále tam pracoval pouze jako řadový vědec.

### Závěr života
Koncem 70. let začala pomalu opadat normalizační nenávist k Wichterlovi a opět mohl cestovat do zahraničí, nejprve pouze dvě cesty ročně, ale mohl se zúčastnit výše zmíněných soudních sporů a chemických konferencí. Zasloužená úcta mu však mohla být plně projevována až po roce 1989. V roce 1991 mu byl udělen čestný doktorát dvěma americkými univerzitami, University of Illinois at Chicago v Illinois a Polytechnic University v Brooklynu v New Yorku, v 1993 Univerzitou Karlovou. Roku 1990 byl zvolen prezidentem ČSAV a na této pozici setrval do roku 1993. V roce 1994 patřil mezi zakládající členy Učené společnosti ČR. Téhož roku byl po něm pojmenován asteroid Wichterle. Do konce svého života se snažil být ve styku s chemií, přestože se již nemohl naplno věnovat pracím v laboratoři, zajímal se o dění v oboru a rozdával rady.
Až do své osmdesátky rád hrával se svou ženou tenis, ještě déle se věnoval péči o dvě zahrady včetně práce s motorovou pilou.
Otto Wichterle zemřel na svém letním sídle v obci Stražisko (okr. Prostějov) 18. srpna 1998 ve věku 84 let. Pohřben byl na Městském hřbitově v Prostějově.

### Rodinný život
V červnu 1938 se v obci Stražisko oženil s Lindou Zahradníkovou, později vystudovanou zubní lékařkou. Měli dva syny – Ivana (*1939 Prostějov) a Kamila (*1941 Zlín). Oba působili ve vědecké sféře.  Prvorozený vnuk Martin Wichterle (*1965) je vystudovaný geolog, podnikatel a průmyslník.

## Kontaktní čočky

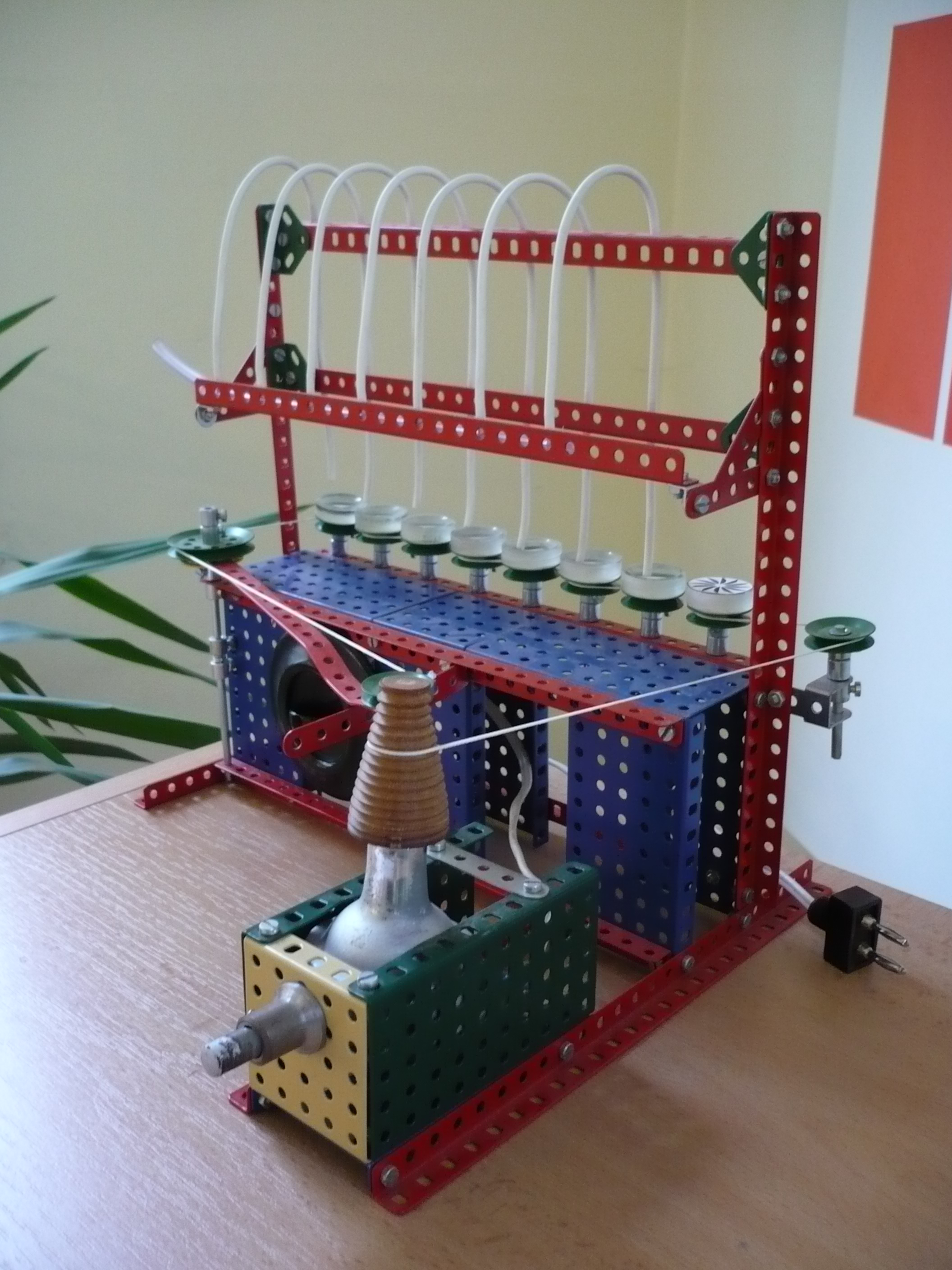
Aparatura ze stavebnice Merkur profesora Wichterleho na odstředivé odlévání kontaktních čoček.

Nejznámějším vynálezem Otty Wichterla jsou gelové kontaktní čočky. Prvním impulsem k práci na vývoji měkkých kontaktních čoček byl jeho náhodný rozhovor ve vlaku cestou z Olomouce do Prahy roku 1952. Spolucestující (dr. Pur) četl odborný článek o možnostech chirurgické náhrady oka. Wichterle si uvědomil, že lepším materiálem pro implantát než ušlechtilé kovy by byla umělá hmota. Začal tedy rozvíjet teorii o trojrozměrném hydrofilním polymeru, který by byl pro oko dobře snesitelný. Jako nejvhodnější se jevil gel (poly-hydroxyethyl-methakrylátový gel), který pohlcoval asi 40 % vody, byl průhledný a měl dobré mechanické vlastnosti. Problém byl s jeho zpracováním. Nejprve se gel lil do forem, čočky se však při otevírání forem trhaly a měly nepravidelné okraje. Pak přišel rok 1958, Wichterle byl z VŠCHT propuštěn a tamější výzkum hydrofilních gelů a čoček byl zlikvidován. Spolu s Wichterlem pak do ÚMCH odešlo mnoho jeho spolupracovníků, mezi nimi i Drahoslav Lím, a výzkum pokračoval pod záštitou ÚMCH. Na půdě ústavu pak vznikla nová metoda – odlévání gelu do skleněných forem. Získala se tak čočka s přesnou optikou ve střední části. Některé čočky oko téměř nedráždily, ale výtěžky byly stále malé kvůli složitému obrušování okrajů. První čočky byly již aplikovány i na pacientech 2. oční kliniky v Praze za spolupráce s doktorem Maxmiliánem Dreifusem. Prokázalo se tak, že měkké čočky mohou poskytnout dokonalou korekci zraku a jsou pacienty poměrně dobře snášeny.
Ministerstvo zdravotnictví však výzkum i přes Wichterlovo naléhání v roce 1961 zrušilo kvůli malým výtěžkům. V té době Wichterla napadl úplně nový způsob zpracování HEMA gelu, odlévání v rotujících otevřených formách, ale protože na obzoru nebyla žádná možnost pokračování v realizačním vývoji na půdě ČSAV, začal se Wichterle touto metodou zabývat doma. Na konci roku 1961 se mu v jeho bytě podařilo podat důkaz, že lze kvalitní kontaktní čočky vyrobit s minimálními náklady metodou monomerního odstředivého odlévání v rotujících formách a tento způsob si nechal patentovat. Tento první přístroj na výrobu kontaktních čoček je velmi známý, jedná se o aparaturu sestavenou z dětské stavebnice Merkur nejprve s dynamem z jízdního kola jako motorkem a poté i s motorkem z gramofonu. Po úspěšné zkoušce těchto čoček (opět na klinice u dr. Dreifuse) napadlo Wichterleho, že nyní se nejedná pouze o službu zdravotnictví, ale že s výrobou čoček souvisí velké hospodářské zájmy především v USA. K podobným závěrům došly i státní instituce, a proto byl Wichterle vybízen k rozvinutí výzkumu čoček ve větší míře v ÚMCH. Vymohl si tedy čtyřicet pracovníků a působiště mimo ústav, protože tvrdil, že tento výzkum nepatří na půdu ústavu Akademie věd.

### Licenční smlouva
Od roku 1963, kdy už byly metody výroby dovedeny téměř k dokonalosti, se zájem o kontaktní čočky a také důvěra v ně zvyšovaly. Dostavila se i odezva z USA a po několika měsících jednání byla 12. března 1965 v Praze podepsána licenční smlouva s Robertem Morrisonem a National Patent Development Corporation (NPDC), zastupovanou Martinem Pollakem a Jeromem Feldmanem. Ti založili akciovou společnost Flexible Contact Lens Corporation, jejímž sublicenčním partnerem se pak v roce 1966 stala firma Bausch & Lomb, jeden z nejvýznamnějších výrobců kontaktních čoček dnešní doby. Když v březnu 1971 Food and Drug Administration vydala povolení k uvedení čoček na americký trh, akcie firmy B & L stouply tak prudce, že akciový kapitál firmy narostl přes noc o 250 milionů dolarů.

### Spory o platnost patentů
Přestože měl Wichterle všechny své vynálezy spolehlivě zajištěny patenty, mnoho firem napříč Amerikou tyto patenty vědomě porušovalo. Šlo především o výrobu čoček soustružením z tvrdého xerogelu a jejich následné bobtnání ve vodě. NPDC v 70. letech začala vést mnoho soudních sporů proti velkým firmám, které patenty porušovaly. Žalované firmy na svou obranu podávaly zrušovací žaloby proti platnosti daných patentů, byla to pro ně jediná šance, jak uniknout těžkému finančnímu postihu. Nejdůležitějším svědkem měl být přirozeně Otto Wichterle, k čemuž byla samozřejmě nutná cesta do USA. Vzhledem k Wichterlově přítomnosti na černé listině české komunistické vlády to nebylo vůbec jednoduché. Vládní úředníci se zalekli vysokých soudních poplatků a rizika prohry, takže se v roce 1977 za zlomek hodnoty vzdali veškerých licenčních smluv a věc zcela přenechali americké straně. Avšak podmínkou bylo poskytnutí svědectví z první ruky, takže bylo Wichterlovi konečně dovoleno vycestovat. U federálního soudu, kam až se spor dostal, Wichterle během několika málo dní vyvrátil veškeré pochybnosti o pravosti patentů. Až v únoru 1982 vydal federální soud jako nejvyšší instance, proti jejímuž rozhodnutí nebylo odvolání, rozsudek potvrzující platnost Wichterlových patentů, a to nejen v USA, ale i ve všech ostatních zemích. Firma NPDC tak postupně inkasovala desítky milionů dolarů, o které se již nemusela dělit s Československou akademií věd. Československé hospodářství tak přišlo přibližně o miliardu tehdejších devizových dolarů. Vládní činitelé se ale zbavili nutnosti přiznat úspěchy spojené s účastí ČSAV a zvláště se jménem Otto Wichterle.

## Posmrtné připomínky
- Wichterlemu a Límovi byla v roce 2022 odhalena pamětní deska u "Laboratoře hydrogelů" na VŠCHT Praha, kde byly první syntetické biokompatibilní hydrogely připraveny.  Tyto polymerní biomateriály inspirovaly syntézu dalších polymerních hydrogelů, které slouží v různých medicinálních aplikacích asi 1/10 lidské populace.
- Akademie věd České republiky uděluje ''Prémii Otto Wichterleho mladým, perspektivním vědcům této organizace, kteří nepřesáhli 35 let věku.[11]

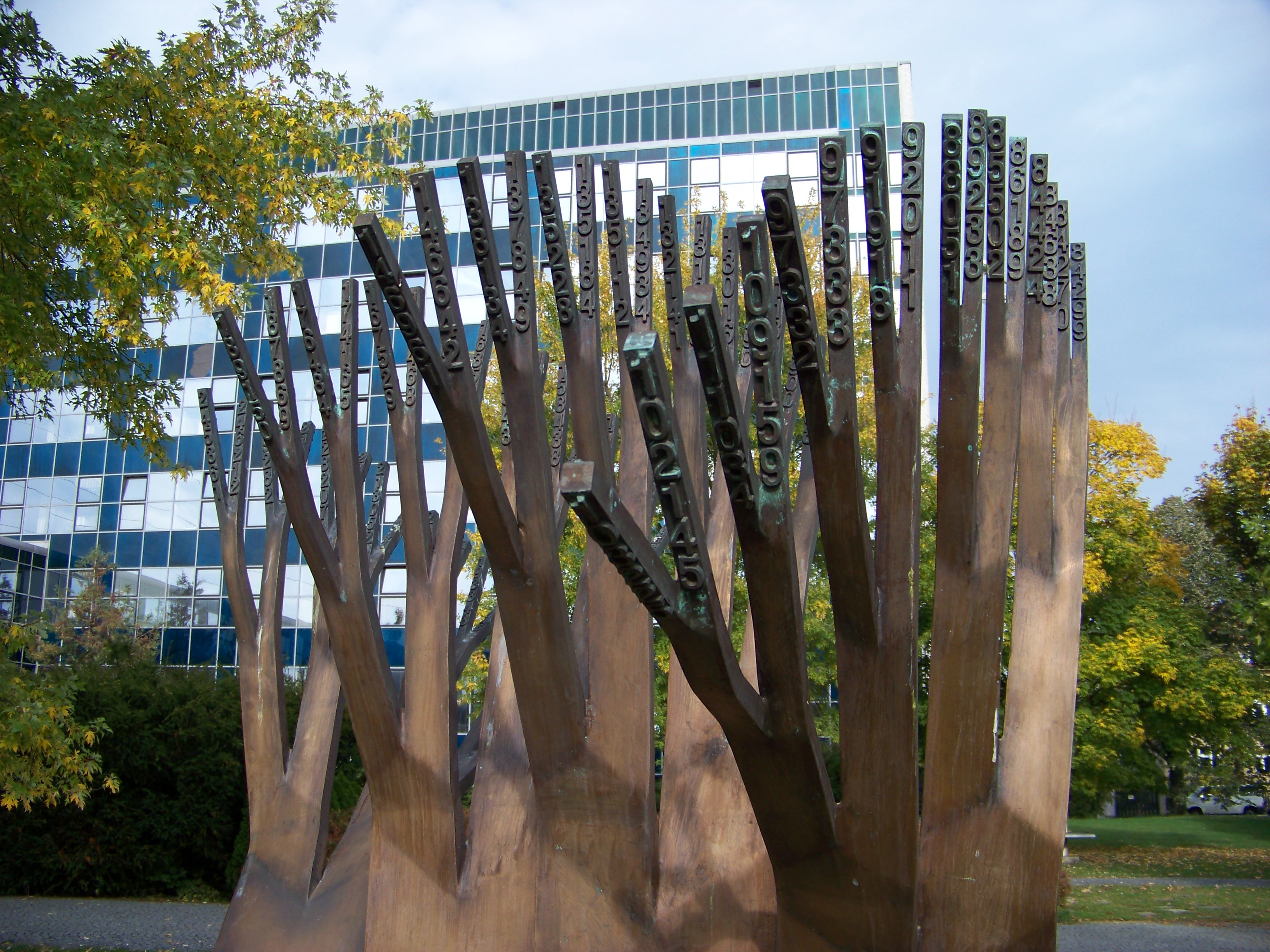
Petřiny, pomník Otto Wichterlemu, koruna s čísly
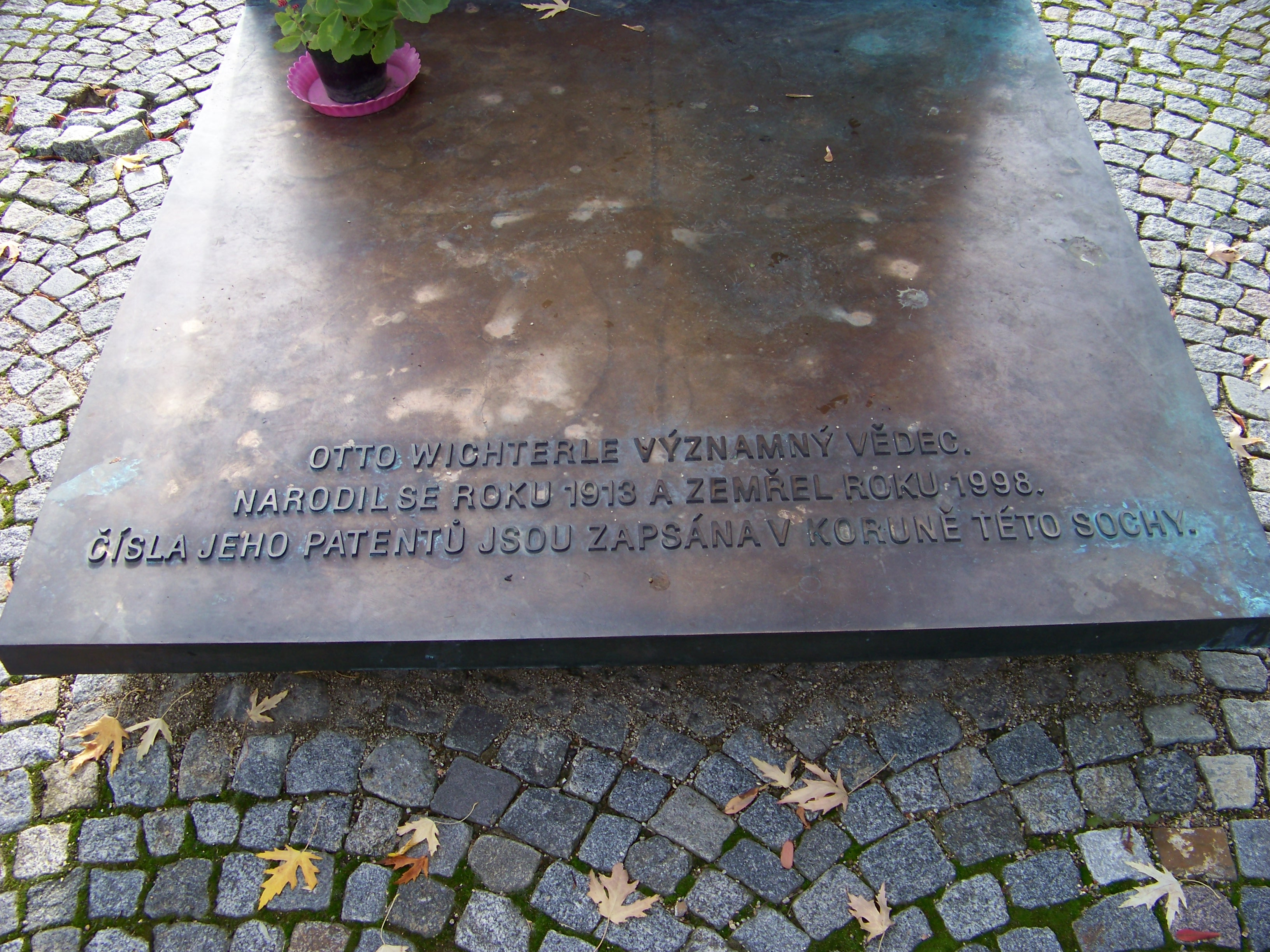
Petřiny, pomník Otto Wichterlemu, nápis